# Nowa Wieś (powiat konecki)
Nowa Wieś – osada w Polsce w województwie świętokrzyskim, w powiecie koneckim, w gminie Słupia Konecka.